# Wandse
Die Wandse (im Unterlauf auch als Eilbek bezeichnet) ist ein Nebenfluss der Alster in Norddeutschland. Sie entspringt nordöstlich von Hamburg in Schleswig-Holstein und mündet am Ende ihres mittlerweile stark kanalisierten Unterlaufes beim Schwanenwik in die Außenalster. Historisch war sie vor allem als Antrieb zahlreicher Wassermühlen bedeutsam, im 19. Jahrhundert wurde ihr Unterlauf als Schifffahrtsweg ausgebaut. Heute dient die Wandse teilweise als Freizeitgewässer, begleitet von einem Grünzug.

## Namensherkunft
Der heutige Name „Wandse“ ist eine Neuschöpfung des 19. Jahrhunderts und von dem Ortsnamen Wandsbek abgeleitet, dessen älteste überlieferte Form „Wantesbeke“ lautet. Die Silbe -bek deutet ihrerseits auf die Lage des Ortes an einem Fließgewässer hin, der Ursprung des Bestimmungsworts ist jedoch unsicher: Eine verbreitete Annahme führt ihn auf das altsächsische Wort wanda für „Grenze“ zurück, zumal das Gewässer lange Zeit als Grenzbach etwa zwischen Wandsbek und Hinschenfelde diente. Eine andere Theorie geht davon aus, dass das Bestimmungswort auf einem Personennamen Wand oder Wanto beruht.
Bis Anfang des 19. Jahrhunderts wurde der Fluss nur „Bek“ oder auch „Mühlenbek“ genannt, da er zeitweise bis zu acht Wassermühlen antrieb, davon sechs auf Wandsbeker Gebiet. Erst seit ungefähr 1820 führt der Fluss den heutigen Namen. An seinem althamburgischen Unterlauf wurde er jedoch seit altersher Eilbek genannt, nach den hier früher zahlreich gefangenen „Ihlen“ (Blutegel).

## Verlauf
Die Wandse entspringt westlich der Ortschaft Siek im Kreis Stormarn in Schleswig-Holstein und mündet nach rund 25 km im Zentrum Hamburgs in die Alster. Dabei nimmt sie im Höltigbaum die Braaker Au, im Stellmoorer Tunneltal den Stellmoorer Quellfluss, in Rahlstedt die Stellau, in Farmsen die Berner Au und in Tonndorf die Rahlau auf. Ab dem Mühlenteich in Wandsbek wird sie Eilbek genannt und fließt über den Eilbekkanal, den Kuhmühlenteich und den Mundsburger Kanal in Hohenfelde in die Außenalster.
Die Wandse durchfließt oder berührt die Gebiete der Gemeinden Siek, Braak, Stapelfeld und Hamburg.

## Flussabschnitte

### Wandse
Im Bereich von Hinschenfelde, zwischen der Ölmühle und der ehemaligen Holzmühle durchfließt die Wandse den Botanischen Sondergarten Wandsbek sowie den Eichtalpark.

### Mühlenteich

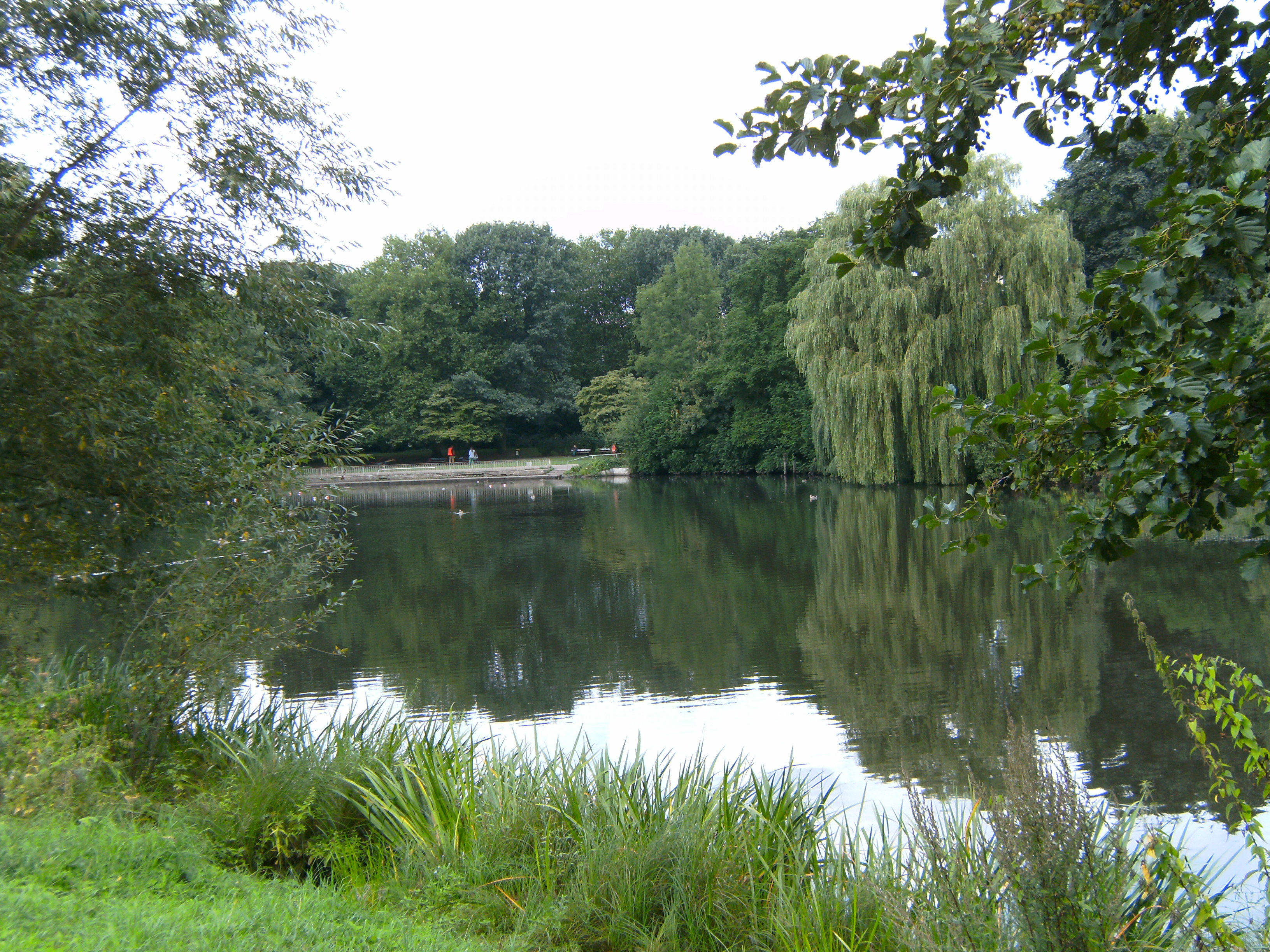
Mühlenteich in Wandsbek von Osten aus gesehen

An der Westgrenze des Stadtteils Wandsbek mündet die Wandse in den historischen Mühlenteich, der im 16. Jahrhundert vom damaligen Wandsbeker Schlossherrn Heinrich Rantzau aufgestaut wurde. Die zugehörige Mühle brannte im Jahr 1906 ab. Das Gelände um den Teich wurde seit 2011 als Mühlenteichpark neu gestaltet.

### Eilbek

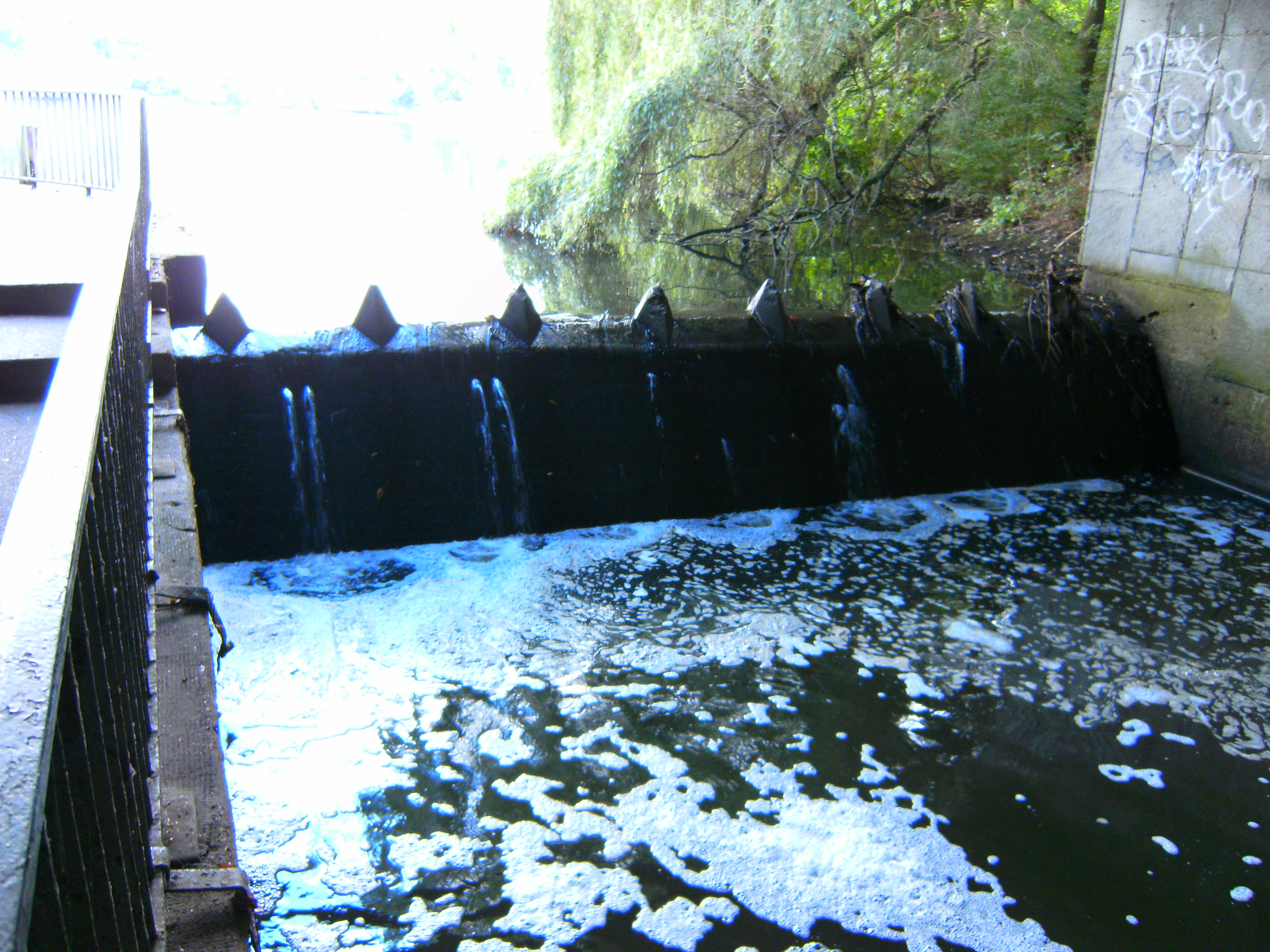
Wehr des Mühlenteichs unter der Mühlenstraße

Westlich des Wehrs des Mühlenteichs in Wandsbek trug der Fluss historisch den Namen Eilbek. Hier verlief die ehemalige Grenze zwischen Hamburg und Wandsbek. Der Name Eilbek leitet sich ab aus Ylenbeke, dem Bach der Ihlen, der Blutegel. Seit dem 13. Jahrhundert wurde Orts- und Gewässername dann mit -ei geschrieben. Für medizinische Zwecke wurden hier bis Ende des 19. Jahrhunderts Blutegel gefangen. Der Fluss durchquert den Friedrichsberger Park, der sich zwischen dem S-Bahnhof Friedrichsberg und der Friedrichsberger Brücke erstreckt.

### Eilbekkanal

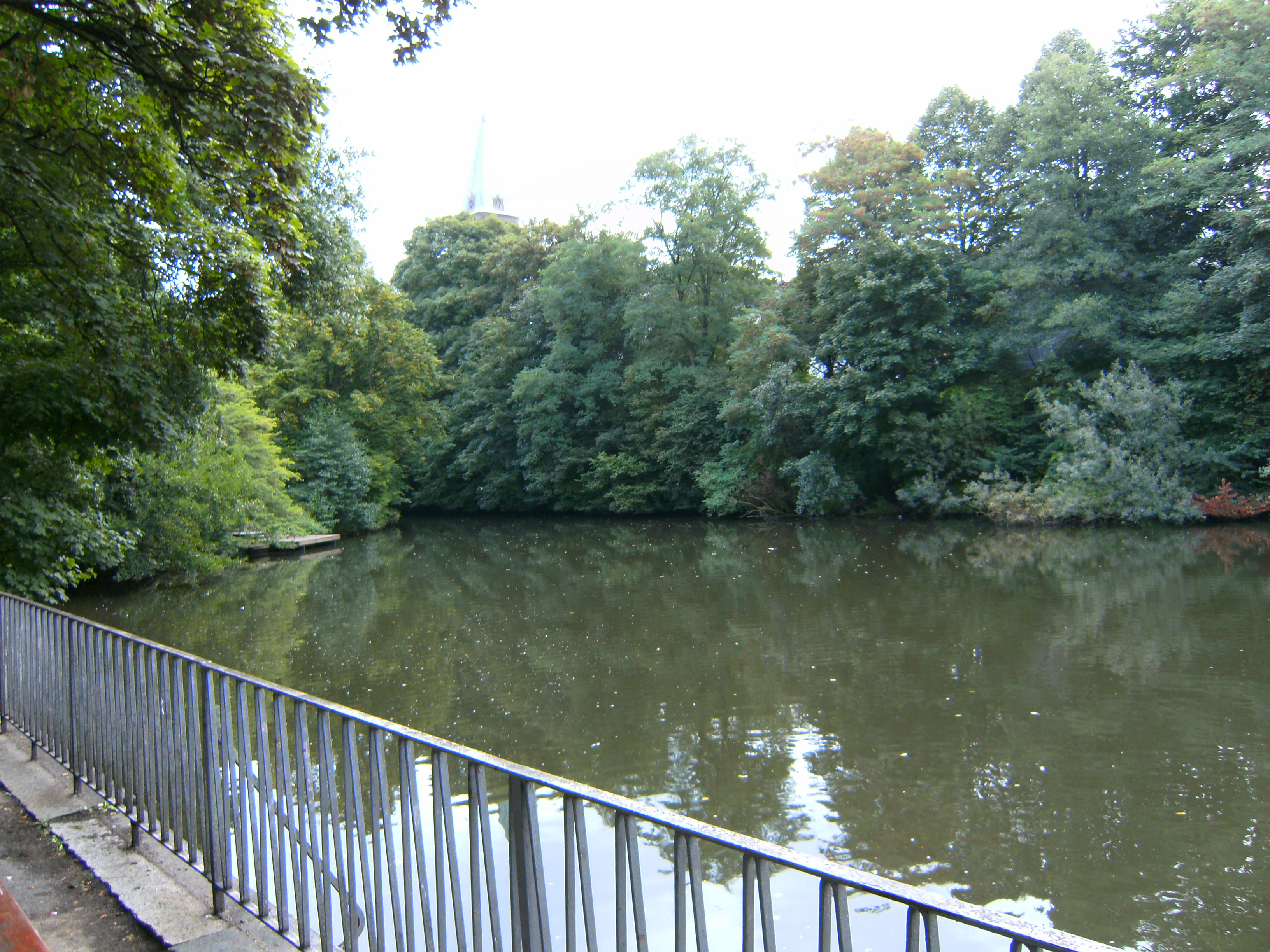
Ehemaliges Wendebecken/Löschplatz Lortzingstraße

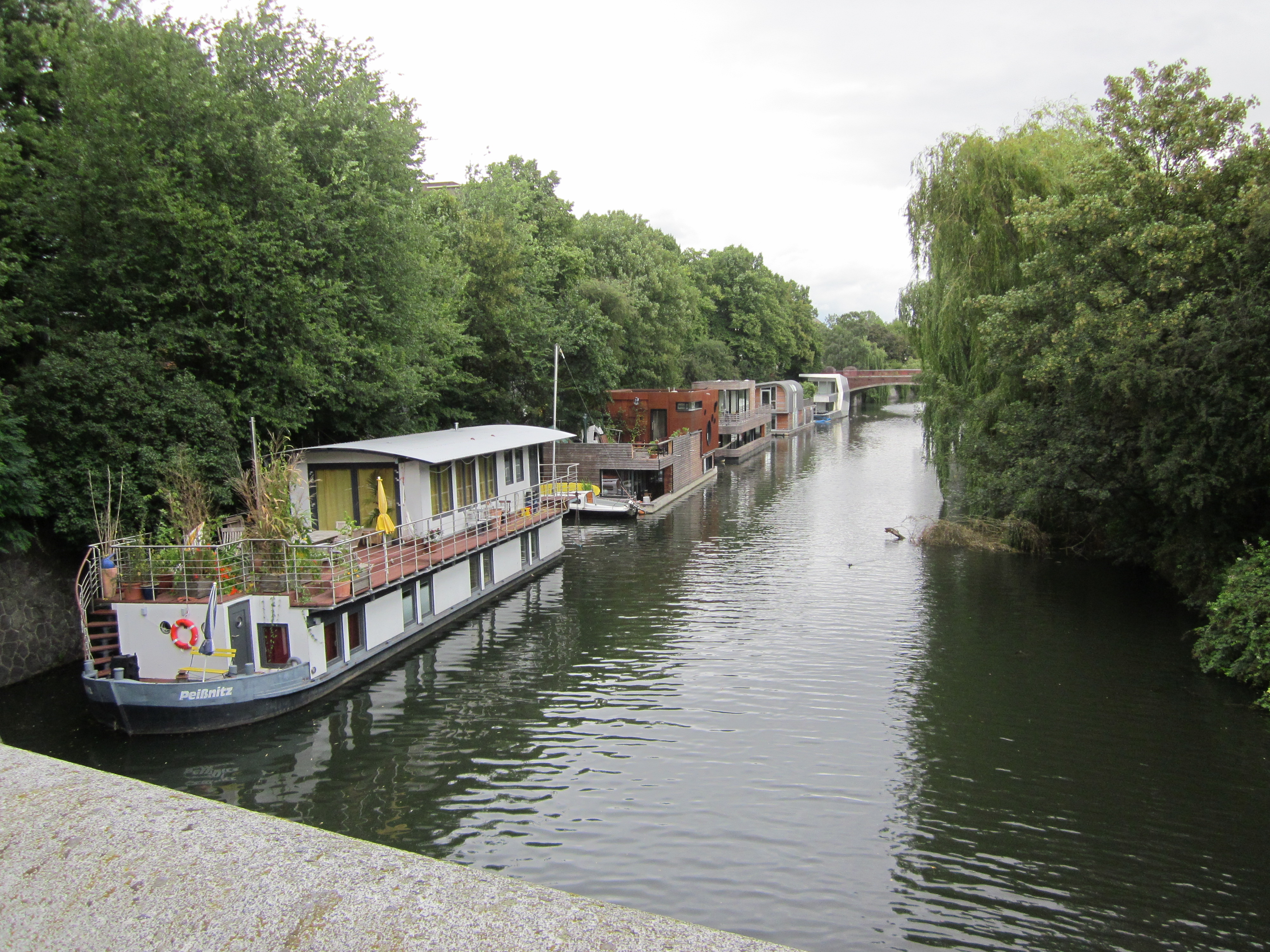
Hausboote auf dem Eilbekkanal östlich der Richardstraßenbrücke

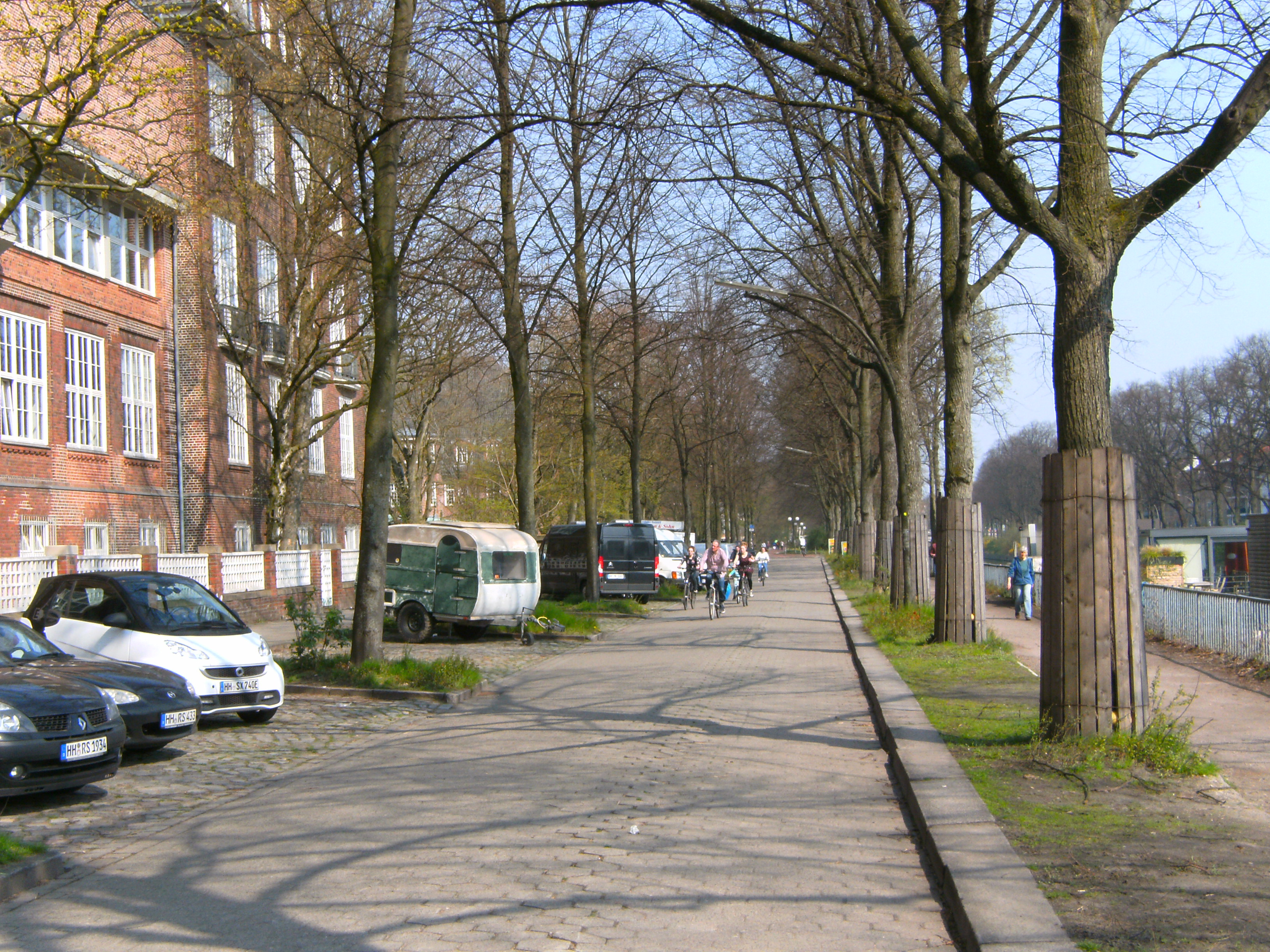
Hamburg, Uferstraße, Höhe Hochschule für Bildende Künste: Veloroute 6

Ab der Maxstraße wurde die Wandse zwischen 1854 und 1900 kanalisiert und heißt deshalb Eilbekkanal. Ab dem Wendebecken (Löschplatz Lortzingstraße) östlich der Von-Essen-Straße im Stadtteil Barmbek gab es knapp 50 Jahre lang, von 1890 bis 1939, einen Linienverkehr mit Alsterdampfern. Eine weitere Anlegestelle der Schiffe bestand an der Richardstraße.
Rapfen, Zander, Hechte und Flussbarsche bilden die häufigsten Raubfischarten im Eilbekkanal, während sich unter den Friedfischen Karpfen, Schleien, Rotaugen und die in sehr großer Zahl vorkommenden Brassen und Alande finden.
Am Nordufer des Eilbekkanals wurden ab 2009 im Rahmen des Pilotprojekts „Wohnen auf dem Wasser“ zehn Liegeplätze für Hausboote eingerichtet. Fünf Liegeplätze befinden sich im Abschnitt zwischen Wagner- und Richardstraße (Barmbek-Süd) und fünf weitere im Abschnitt zwischen Finkenau und Lerchenfeld (Uhlenhorst). Die Hausboote sind an Dalben fest gemacht und haben am Ufer Anschluss an die Kanalisation, Stromversorgung und Müllabfuhr. Die Hausboote sind in der Grundfläche genormt und haben 6 Meter Breite, um den Schiffsverkehr nicht zu behindern, mal 10 Meter Länge. Damit sie noch unter den Brücken hindurch passen, haben sie eine maximale Höhe von 3,25 Meter über dem Wasserspiegel. Das obere Geschoss darf an Fläche nur die Hälfte des Untergeschosses einnehmen, um den Fußgängern den Blick auf den Eilbekkanal zu ermöglichen. Die Wohnfläche beträgt 130 bis 160 Quadratmeter. Für den Liegeplatz wird Pacht gezahlt. Die Boote werden als Büros oder als Wohnungen genutzt.
Parallel zum Eilbekkanal verläuft seit 2012 die Fahrradstraße in Uferstraße und Lortzingstraße als Teil der Veloroute 6 (Hamburg), die aus der City über Dulsberg nach Farmsen führt.
Am Nordufer in Höhe Lerchenfeld erhebt sich die von Fritz Schumacher konzipierte Hochschule für bildende Künste Hamburg mit einem bemerkenswerten Jugendstilfenster im Foyer.

### Kuhmühlenteich

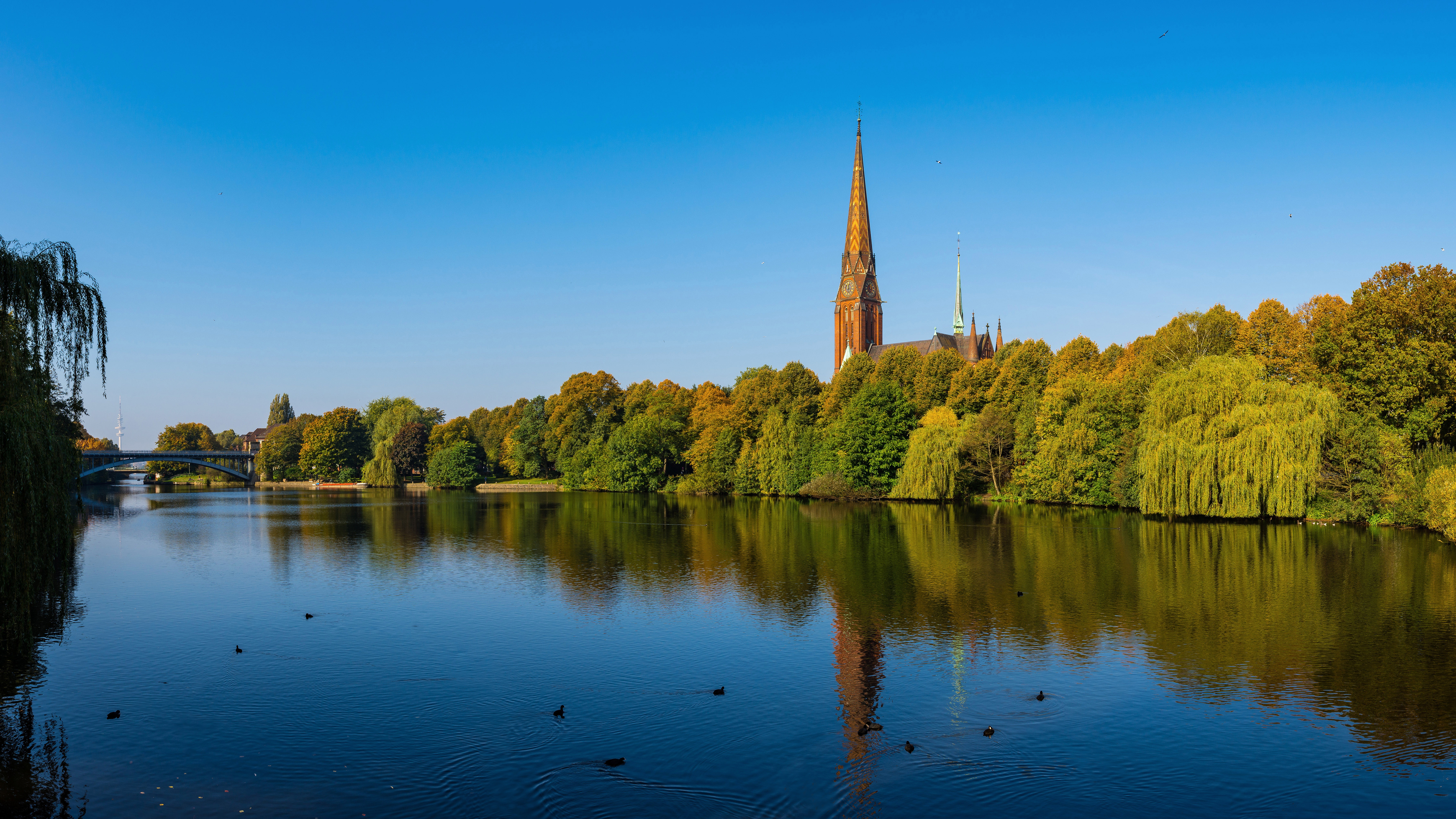
St. Gertrud, Blick über den Kuhmühlenteich zur Kirche

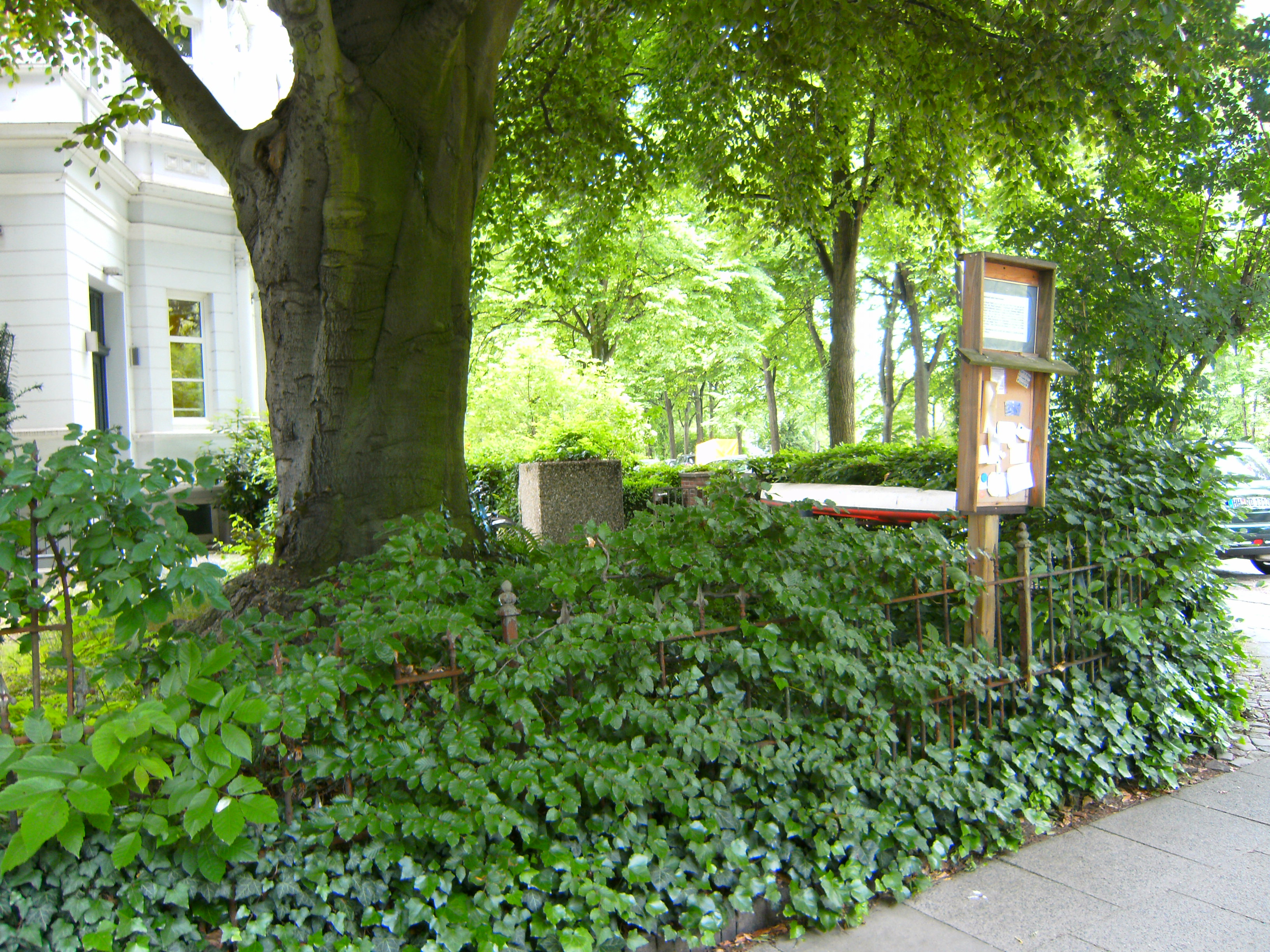
Maiboomsche Liebesbuche in der Nähe des südlichen Ufers des Kuhmühlenteichs

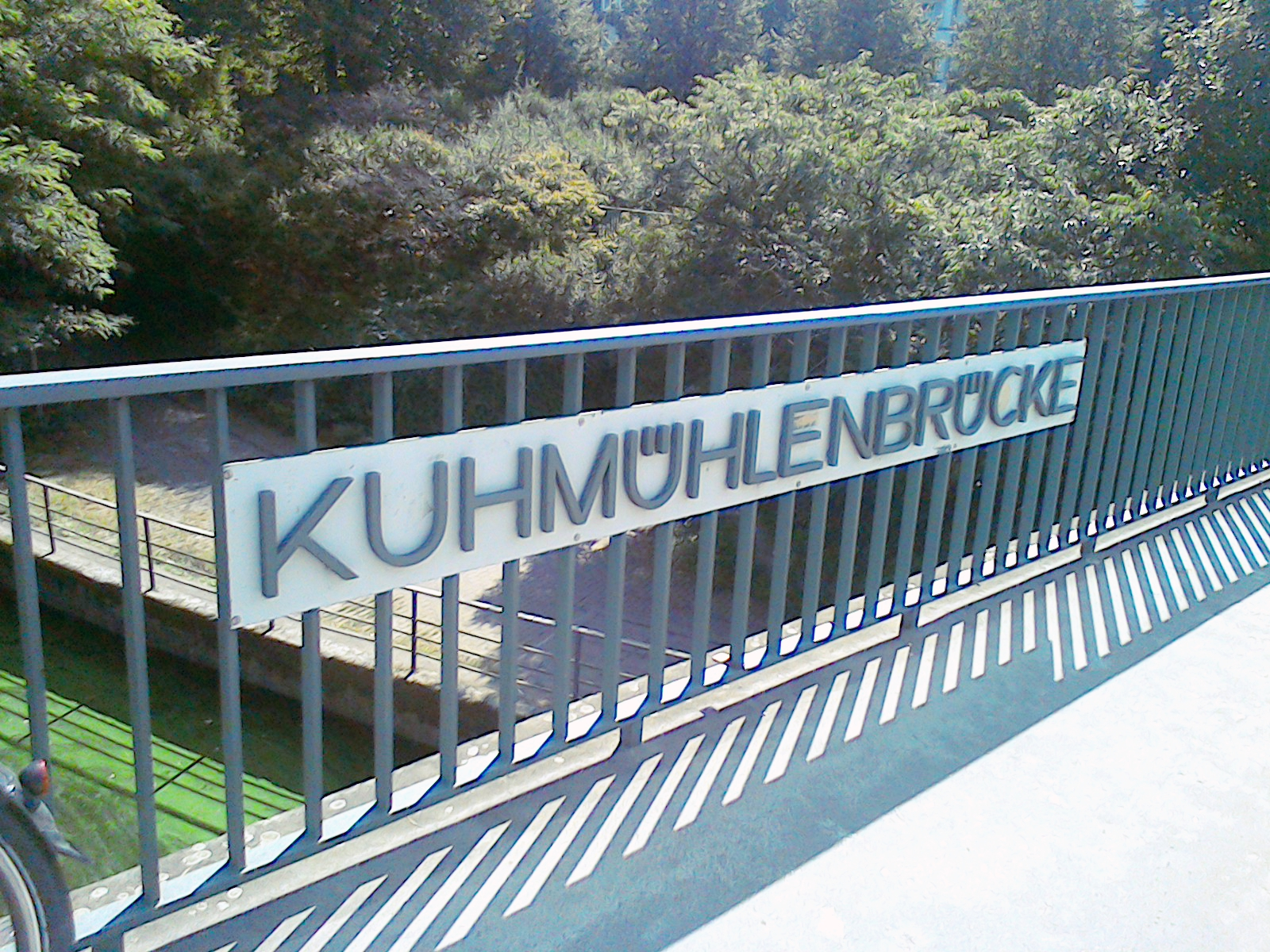
Die Kuhmühlenbrücke ist eine Straßenbrücke, eingetragen in der Denkmalliste für Uhlenhorst

Bevor der Kanal in die Alster mündet, durchfließt er den Kuhmühlenteich. An seinem Nordufer in Hamburg-Uhlenhorst liegt markant und malerisch die Kirche St. Gertrud. Zwischen ihrem Kirchturm und dem Kuhmühlenteich befindet sich der geographische Mittelpunkt von Hamburg. An seinem südlichen Ufer in Hamburg-Hohenfelde befindet sich auf dem Grundstück Eilenau/Lessingstraße die Maiboomsche Liebesbuche aus dem 19. Jahrhundert. Liebeswünsche und -hoffnungen werden dort auf Zetteln an einem Brett geäußert.
Der zwischen 150 und 200 cm tiefe Kuhmühlenteich, der hauptsächlich aus schlammigem Grund besteht, bietet vor allem für Karpfen, Rotaugen und Brassen gute Lebensbedingungen.
Im Bereich der St. Gertrudskirche soll es längere Zeit einmal einen großen Standhecht gegeben haben.
In den Kuhmühlenteich mündete bis 1854 die Schürbek. Sie versiegte bei Aufschüttung der Uhlenhorst. Ein Straßenname erinnert noch daran.
Über sein westliches Ende führt die Kuhmühlenteichbrücke der Ringlinie der Hamburger Hochbahn und versetzt dazu die Kuhmühlenbrücke der Straße Kuhmühle.

### Mundsburger Kanal

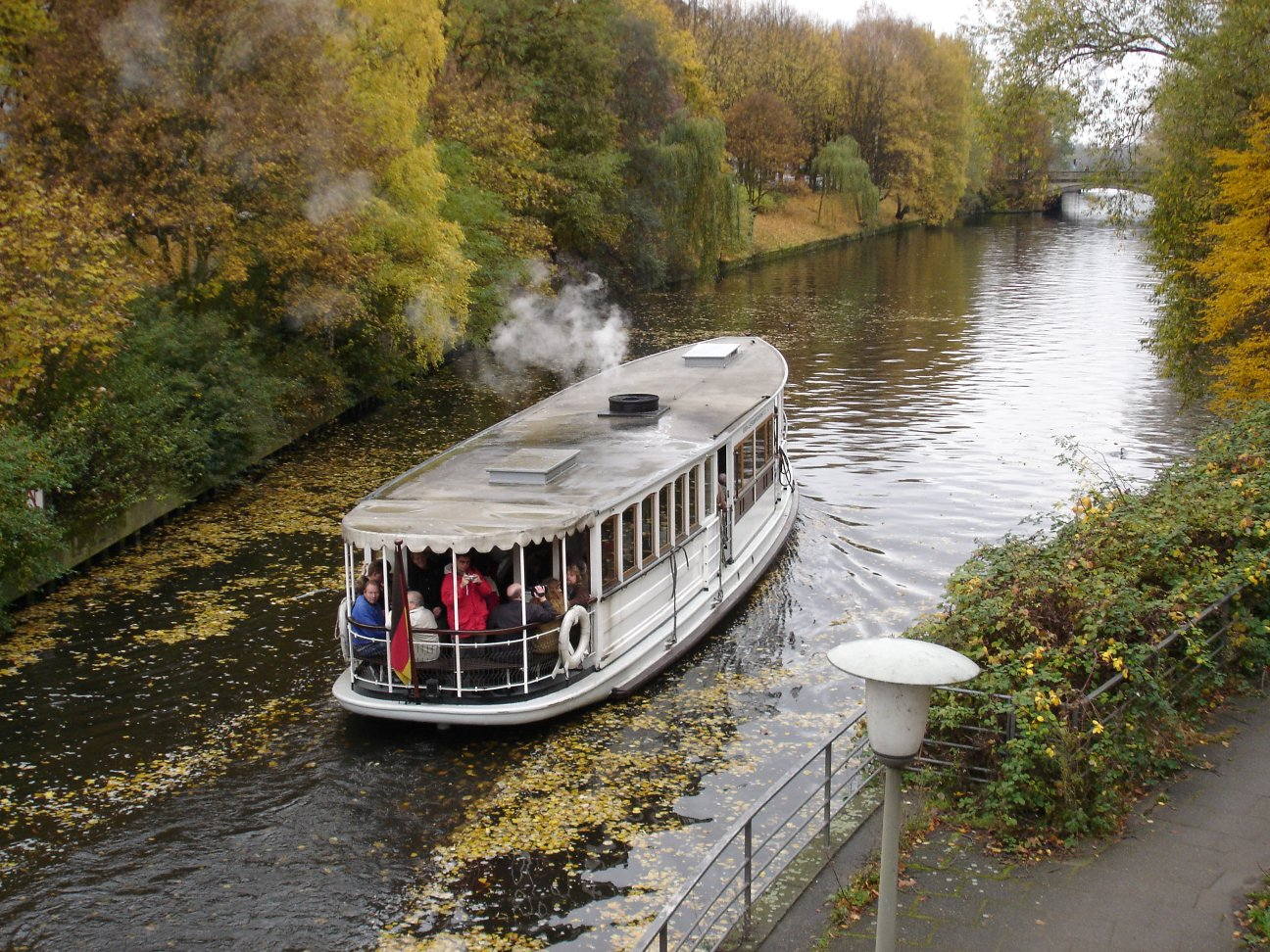
Alsterdampfer im Mundsburger Kanal

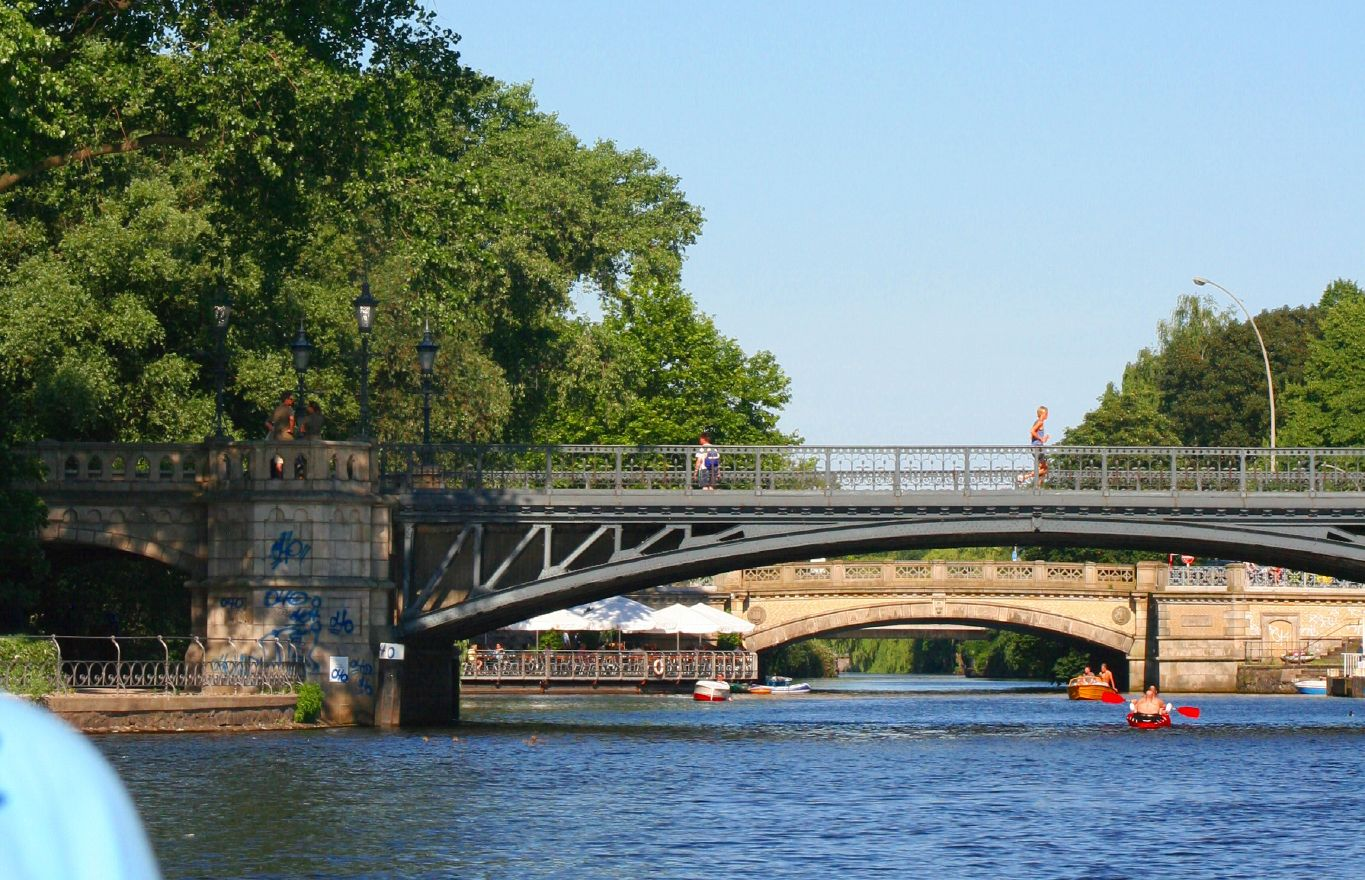
Blick von der Außenalster auf die Mündung des Mundsburger Kanals in die Außenalster

Nach dem Kuhmühlenteich ändert das Gewässer seinen Namen in Mundsburger Kanal. Am Ausfluss des Kuhmühlenteichs befand sich die Kuhmühle, die nach den umliegenden Kuhweiden benannt wurde. Nach der ersten Müllerin um 1480 Armgart wurde die parallel zum Kanal verlaufende Armgartstraße benannt. Die Mühle überstand die Abrissorder der Hamburger Franzosenzeit, als 1813 sämtliche Gebäude vor der Stadt abgerissen wurden, um freies Schussfeld zu erhalten. Die Mühle wurde 1874 abgebrochen. Der Mundsburger Kanal trennt die Stadtteile Uhlenhorst und Hohenfelde. Bei der Mundsburger Brücke befindet sich direkt am Kanalufer ein Freiluftcafé.

### Mündung in die Außenalster

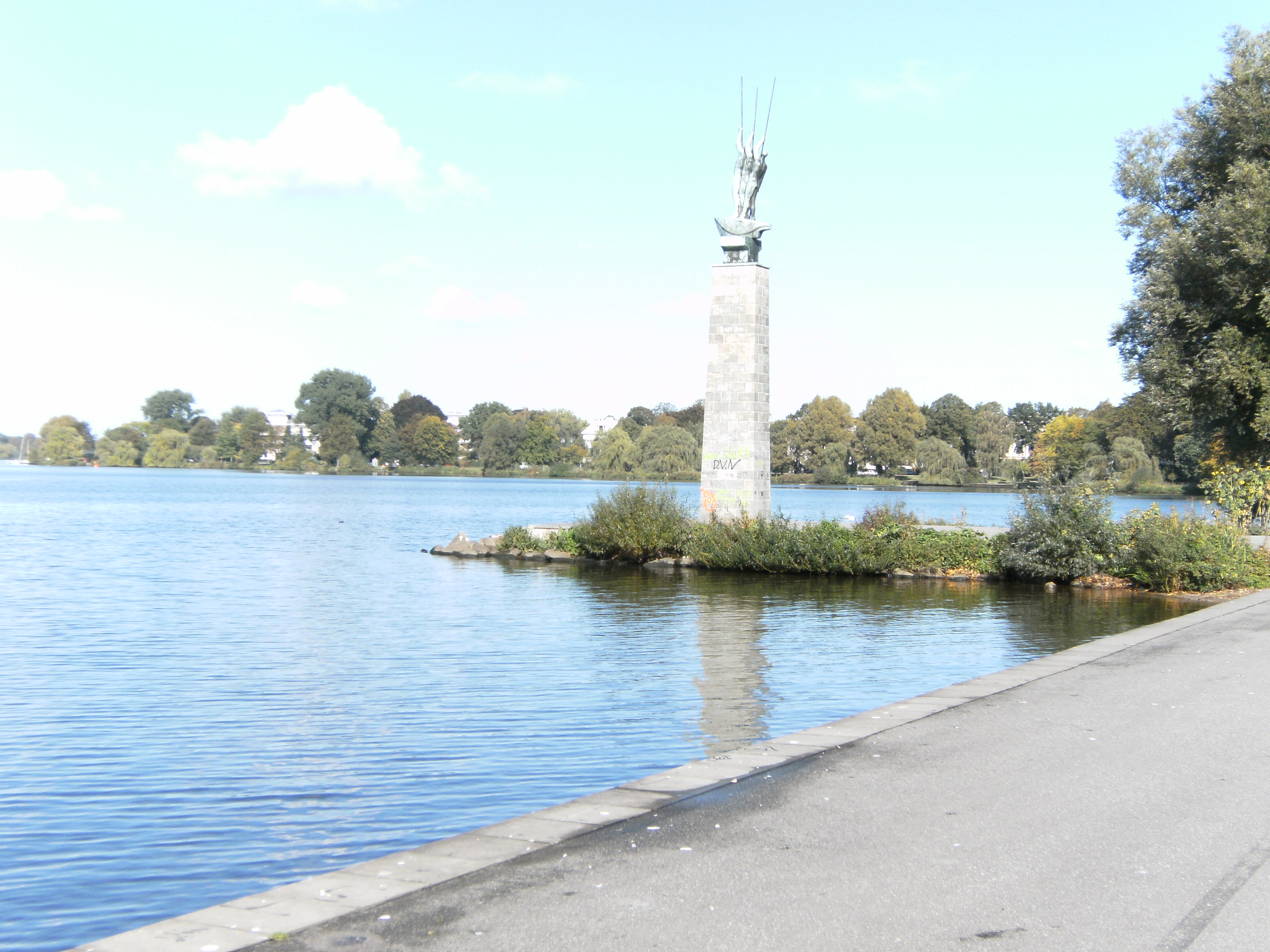
Skulptur nahe der Mündung des Mundsburger Kanals in die Außenalster. Von Edwin Scharff: Drei Ruderer.

Der Mundsburger Kanal wird noch kurz vor seiner Mündung in die Außenalster durch die Schwanenwikbrücke überquert. Die Uferstreifen bei der Einmündung sind parkähnlich angelegt und für Fußgänger zugänglich. Die Skulptur von Edwin Scharff von 1953: Drei Männer im Boot (drei Ruderer) befindet sich in der Nähe der Einmündung, gehört aber bereits zum Ufer der Außenalster.

## Gestaltung

### Wassernutzung
Im Bereich der Wandse gab es mehrere Wassermühlen: Rahlstedter Mühle (am heutigen Liliencron-Teich an der Rahlstedter Bahnhofstraße), Loher Mühle (am Wandseredder), Pulverhofmühle (am Pulverhofteich), Ölmühle (am heutigen Ölmühlenweg 33), Eichtalmühle (am Eichtalteich im Eichtalpark), Holzmühle (am Holzmühlenteich), Rantzau-Mühle (am Mühlenteich) und Kuhmühle am Kuhmühlenteich.

### Renaturierung
Die Wandse ist Gegenstand des Projektes „Forelle 2010“. In dem Projekt, das mit Fördergeldern der HEW-Umweltstiftung gestartet wurde, wird unter anderem vom BUND Hamburg und dem Bezirksamt Wandsbek angestrebt, die Gewässerqualität der Wandse so weit zu verbessern, dass bis 2010 wieder Bachforellen hier leben.
2007 wurden im Ober- und Mittellauf der Wandse folgende Fischarten festgestellt: Dreistachliger Stichling, Neunstachliger Stichling, Gründling, Bachschmerle, Bachforelle und Flussbarsch. Um besonders das Vorkommen der Bachforellen zu fördern, wurden die Struktur verbessert, Stein- und Kiesbetten für die Kieslaicher angelegt und ein natürlich mäandrierender Bachlauf nachmodelliert. Dadurch ist es gelungen, dass die Wandse in vielen Bereichen wieder ein sommerkaltes Fließgewässer mit natürlichem Forellenbestand ist.

### Erholungsgebiet
Entlang des Gewässers zwischen Schwanenwik (Uhlenhorst) und Stein-Hardenberg-Straße (Tonndorf) verläuft immer auf einer oder beiden Seiten ein Fußweg, der auch von Joggern und Radfahrern benutzt wird. Ab Schwanenwik bis in Höhe der S-Bahn-Station Friedrichsberg verläuft nördlich von Mundsburger bzw. Eilbekkanal die Hamburger Veloroute 6, u. a. mit zwei ausgewiesenen Fahrradstraßen in Abschnitten der Uferstraße und der Lortzingstraße.